# 133834 Erinmorton
133834 Erinmorton è un asteroide della fascia principale. Scoperto nel 2003, presenta un'orbita caratterizzata da un semiasse maggiore pari a 2,6893811 UA e da un'eccentricità di 0,2146684, inclinata di 8,64731° rispetto all'eclittica.